# 사이버민족방위사령부
사이버민족방위사령부, 약칭 사방사는 2007년 8월 7일에 개설된 대한민국의 종북주의 인터넷 카페였다. 사이버민족방위사령부는 대한민국 국가정보원에 의해 폐쇄될때까지 수차례에 걸쳐 대한민국 네이버 카페에서 조선민주주의인민공화국의 군사기술에 대한 찬양과 허위사실유포, 김정일과 조선로동당에 대한 찬양 고무를 하였으며, 연평도 포격에 대한 친북적 여론몰이, 종북주의적 선전을 하였다. 현재는 대한민국 방송통신위원회가 차단하여 접속할 수 없다.
해당 카페 운영자가 자신이 다니는 회사 건설 예정인 열병합발전소 설계도를 개인 이메일함에 보관한 사실이 드러났다.